# استیون شارپ نلسون
استیون شارپ نلسون (به انگلیسی: Steven Sharp Nelson) (زاده ۵ ژوئیه ۱۹۷۷) خوانندهٔ آمریکایی است.
او عضو گروه د پیانو گایز است.